# Hắc kỷ tử
Hắc kỷ tử (tên khoa học Lycium ruthenicum) là loài thực vật có hoa trong họ Cà. Loài này được Murray mô tả khoa học đầu tiên năm 1780.